# Sex, Drugs and Self-Control
Sex, Drugs and Self-Control é o sexto álbum de estúdio do cantor cristão John Reuben, lançado a 22 de Dezembro de 2009.
| Críticas profissionais                                                      | Críticas profissionais |
| Avaliações da crítica                                                       | Avaliações da crítica  |
| Fonte                                                                       | Avaliação              |
| --------------------------------------------------------------------------- | ---------------------- |
| Christian Music Zine                                                        | (A)                    |
| Jesus Freak Hideout                                                         | [ 4 ]                  |
| Esta tabela precisa de ser acompanhada por texto em prosa. Consulte o guia. |                        |

## Faixas
1. "Jamboree" - 4:07
2. "Radio Makes You Lonely" - 3:14
3. "Burn It Down" - 3:23
4. "In The Air" - 3:40
5. "Paranoid Schizophrenic Apocalyptic Whisper Kitten" - 4:05
6. "Town Folk" - 3:11
7. "Confident" - 4:26
8. "Everett" - 4:41
9. "No Be Nah" - 3:52
10. "So Sexy For All The Right Reasons" - 3:21
11. "Wooden Whistle Man" - 4:02
12. "Joyful Noise" - 3:34